# Catherine Éléonore Bénard
Catherine Éléonore Bénard (ou Bernard) (1740 - 23 février 1769) est une supposée maîtresse de Louis XV avec lequel elle aurait eu une fille, Adélaïde de Saint-Germain.

## Biographie
Née à Versailles le 3 février 1740, elle est la fille de Pierre Bénard, écuyer, officier de la Bouche du Roi, et de Barbe Bénard. Elle est dame de compagnie de Madame Adélaïde et aurait été l'une des maîtresses du roi Louis XV. 
Elle épouse, le 11 mars 1768 à Nogent-sur-Marne, Joseph Starot de Saint-Germain, baron de Montmeyran, qui deviendra fermier général et sera guillotiné en 1794.
Elle est la mère d'Adélaïde-Louise-Françoise de Saint-Germain (Versailles 1769 - Thauvenay 1850), supposée être la fille bâtarde de Louis XV,,,,,, laquelle épousera à Valence en 1797 Jean-Pierre Bachasson, comte de Montalivet (1766-1823) — dont descend, entre autres, le président Valéry Giscard d'Estaing.
Elle meurt à Versailles le 23 février 1769 des suites de la naissance de sa fille.
Dans son livre, Secrets de famille, Secrets de généalogie, le généalogiste Jean Saint-Loup démontre que la supposée paternité royale de Catherine Éléonore Bénard ne repose sur aucune preuve, aucun élément et aucun indice. Il y indique notamment que ce n’est qu’en 1830 que pour la première fois celle-ci fut évoquée dans les Mémoires d’une femme de qualité sur le Consulat et l’Empire : « Mademoiselle de Saint-Germain qui, elle aussi, était née, si on en croit une glorieuse médisance, au milieu des splendeurs de Versailles. » Or il s’avère que cette femme de qualité est en réalité un certain Étienne-Léon de Lamothe-Langon (1786-1864), connu comme romancier, faussaire, auteur de mystifications historiques et de plusieurs Mémoires apocryphes.

## Sources
- Yves Durand, Les fermiers généraux au XVIIIe siècle, 1996
- Henri Vrignault, Les enfants de Louis XV: descendance illégitime, 1954
- Grands notables du Premier Empire : notices de biographie sociale, 1990